# Ruttecknad snabelhund
Ruttecknad snabelhund (Rhynchocyon cirnei) är en däggdjursart som beskrevs av Peters 1847. Rhynchocyon cirnei ingår i släktet snabelhundar, och familjen springnäbbmöss. IUCN kategoriserar arten globalt som livskraftig (LC).
Artepitet i det vetenskapliga namnet hedrar en person med namnet Cirne som var med när arten upptäcktes.

## Utseende
Med en kroppslängd (huvud och bål) av 23 till 31 cm, en svanslängd av 18 till 25,5 cm och en vikt mellan 410 och 550 g är arten en av de större medlemmarna i släktet snabelhundar. Kännetecknande är flera mörka fläckar på ovansidan som bildar strimmor vad som påminner om en schackbräda. Pälsens grundfärg är gulbrun till mörkbrun. Ruttecknad snabelhund har även de egenskaper som är typiska för hela släktet. Nosen bildar en lång snabel och de bakre extremiteterna är större än de främre. Med sina långa klor vid framtassarna kan individerna gräva i marken.

## Utbredning och habitat
Denna snabelhund lever i centrala och östra Afrika från norra Kongo-Kinshasa österut till Uganda och söderut till östra Zambia, södra Tanzania, Malawi och norra Moçambique. Arten vistas i skogar, buskskogar och i mindre områden med träd eller buskar som kännetecknas av ett tjockt täcke av löv på marken. Därför är utbredningsområdet mera delat ifrån varandra avskilda populationer än kartan visar.

## Ekologi
Ruttecknad snabelhund bildar monogama par som försvarar ett revir. Honan driver iväg andra honor och hanen strider mot inkräktare av hankön. Ibland syns mindre familjegrupper. Individerna är främst aktiva på dagen och sällan även på natten. De vilar i en grop och gömmer sig under löv. Territoriet markeras med ett sekret från en körtel som ligger nära djurets anus. Dessutom finns olika läten för kommunikationen. Vid fara trummar individerna med svansen eller med en annan kroppsdel på marken.
Arten äter främst insekter och deras larver samt andra ryggradslösa djur som daggmaskar. I mindre mått ingår små däggdjur, småfåglar och ägg i födan. Ruttecknad snabelhund jagas själv av ormar och av rovfåglar.
Honor kan ha 4 eller 5 kullar per år. Efter dräktigheten som varar cirka 42 dagar föds ungarna men angående deras antal finns olika uppgifter. Enligt en studie förekommer bara en unge per kull och enligt andra studier upp till fyra ungar. Ungen diar sin mor ungefär två veckor och sedan följer den med vid utflykter. Cirka 5 till 10 veckor senare blir den självständig och letar efter ett eget revir. Livslängden är okänd men andra snabelhundar kan leva 4 eller 5 år.

## Underarter
Arten delas in i följande underarter:
- R. c. cirnei
- R. c. hendersoni
- R. c. macrurus
- R. c. reichardi
- R. c. shirensis
- R. c. stuhlmanni